# Village of the Giants
Pour plus de détails, voir Fiche technique et Distribution.
Village of the Giants (littéralement « le village des géants ») est un film américain de science-fiction, réalisé par Bert I. Gordon, sorti en 1965. Le scénario est librement adapté du roman de 1904 Place aux géants de H. G. Wells.

## Synopsis
Un violent orage ayant éclaté dans une ville déserte, en Californie, huit adolescents d'humeur festive se retrouvent bloqués dans une impasse, à bord d'un véhicule accidenté, 
Le son de leur auto-radio rendu à plein volume, ils s'ébattent sous la pluie diluvienne avant de se vautrer dans la boue, au rythme d'un rock endiablé.
Dans la localité d'Hainesville, à quelques kilomètres de là, un petit génie expérimente une formule chimique de son invention. Il a tôt fait de découvrir que cette substance rougeâtre, qu'il baptise "Goo "a le pouvoir de faire croître des espèces vivantes.
Les adolescents qui ont réussi à gagner la ville, découvrent son secret et s'emparent de la formule. Rendus à la taille de géants, ils s'emploient à terroriser les habitants d'Hainesville et  à défier toute forme d'autorité.

## Fiche technique
- Titre :Village of The Giants
- Réalisation : Bert I. Gordon
- Scénario : Alan Caillou et Bert I. Gordon, librement adapté d'un roman de Herbert George Wells, The Food of Gods
- Musique : Jack Nitzsche
- Chansons : Jack Nitzsche et Russ Titelman, Ron Elliot, Frank Slay et Frederick A.Picariello
- Photographie : Paul Vogel
- Montage : John A. Bushelman
- Production : Bert I. Gordon
- Effets spéciaux : Bert I. Gordon, Flora M. Gordon, Herman E. Townsley
- Costumes : Leah Rhodes
- Chorégraphie : Toni Basil
- Société de production : Berkeley Productions, Embassy Pictures et Joseph E. Levine Productions
- Société de distribution : Embassy Pictures (États-Unis)
- Pays de production :  États-Unis
- Durée : 81 minutes
- Date de sortie :
  - États-Unis : 20 octobre 1965

## Distribution
- Tommy Kirk :  Mike
- Johnny Crawford :  Horsey
- Beau Bridges :  Fred
- Ron Howard :  Genius
- Joy Harmon : Merrie
- Robert Random : Rick
- Tisha Sterling : Jean
- Charla Doherty : Nancy
- Tim Rooney : Pete
- Kevin O'Neal : Harry
- Gail Gilmore :  Elsa
- Toni Basil :  Red
- Hank Jones : Chuck
- Jim Begg : Fatso
- Vicki London :  Georgette
- Joe Turkel : Sheriff
- The Beau Brummels : (Sal Valentino, Ron Elliott, Ron Meagher, John Peterson et Declan Mulligan)
- Orangey : le chat géant

## Bande originale du film
- The Last Race (Jack Nitzsche)
- Woman (Ron Elliott)
- Marianne (Jack Nitzsche et Russ Titelman)
- Nothing Can Stand In My Way (Jack Nitzsche et Russ Titelman)
- When It Comes To Your Love (Ron Elliott de The Beau Brummels)
- Little Bitty Corrine (Frank Slay et Fredrick A. Picariello)